# Kevin Ramírez (giocatore di calcio a 5)
Kevin Alonso Ramírez Valadéz (Clermont-Ferrand, 10 agosto 1987) è un giocatore di calcio a 5 ed ex calciatore spagnolo naturalizzato francese.

## Carriera

### Club
Cresciuto nel settore giovanile del Clermont Foot, a 17 anni si trasferisce in Spagna, Paese di origine dei genitori. Qui gioca per tre campionati nell'CE Estepona, militante nella terza serie nazionale. Esile di corporatura, a vent'anni smette con il calcio, iniziando a giocare a calcio a 5 in alcuni tornei locali dell'Andalusia. Nei campionati successivi gioca nella terza e seconda serie spagnola con Tesorillo, Casares e Manilva. Durante la stagione 2011-12 si trasferisce a Londra per giocare con il Baku United. Qui vince tre campionati inglesi consecutivi e una FA Cup, venendo inoltre nominato miglior giocatore del torneo. Nella stagione 2014-15 gioca nel campionato ceco con il Benago mentre in quella successiva debutta in quello francese: con il Kremlin-Bicêtre vince campionato e coppa. Nella stagione 2016-2017 gioca in Italia, disputando la prima metà in Serie A2 con il Bisceglie e la seconda in Serie A con la Lazio. Nell'estate del 2017 fa ritorno in Francia, accordandosi con l'ACCS.

### Nazionale
Nato in Francia da genitori spagnoli, Ramírez avviò le pratiche per ottenere la cittadinanza francese solamente nel 2014 in seguito allo sprone del commissario tecnico Pierre Jacky. Con la Nazionale maschile di calcio a 5 della Francia prese parte al campionato europeo 2018 e alla Coppa del Mondo 2024 che segnarono il debutto dei transalpini nei rispettivi tornei. Il 4 novembre 2024 ha annunciato il suo ritiro; in totale, Ramírez ha disputato 113 partite e realizzato 32 reti distribuite in 11 anni di militanza.